# Монопелтіс
Монопелтіс (Monopeltis) — рід плазунів родини амфісбенових (Amphisbaenidae). Представники цього роду мешкають в Центральній і Південній Африці.

## Опис
Загальна довжина коливається від 12 до 35 см. Голова сплющена, невелика, морда витягнута вперед, має трикутну або закруглену форму з ріжучими краями. Колір шкіри жовтуватий, сіруватий, синюватий, світло—коричневий.

## Спосіб життя
Полюбляють лісисту місцину. Усе життя проводять під землею. Харчуються комахами, зокрема мурахами та термітами. Разом з тим деякі мурахи можуть полювати на невеликих монопелтісів. Це здебільшого яйцекладні ящірки. Деякі види цього роду яйцеживородні.

## Види
Рід Monopeltis нараховує 20 видів:
- Monopeltis adercae de Witte, 1953
- Monopeltis anchietae (Bocage, 1873)
- Monopeltis capensis A. Smith, 1848
- Monopeltis decosteri Boulenger, 1910
- Monopeltis galeata (Hallowell, 1852)
- Monopeltis guentheri Boulenger, 1885
- Monopeltis infuscata Broadley, 1997
- Monopeltis jugularis W. Peters, 1880
- Monopeltis kabindae de Witte & Laurent, 1942
- Monopeltis leonhardi F. Werner, 1910
- Monopeltis luandae Gans, 1976
- Monopeltis mauricei Parker, 1935
- Monopeltis perplexus Gans, 1976
- Monopeltis remaclei de Witte, 1933
- Monopeltis rhodesiana Broadley, Gans & Visser, 1976
- Monopeltis scalper (Günther, 1876)
- Monopeltis schoutedeni de Witte, 1933
- Monopeltis sphenorhynchus (W. Peters, 1879)
- Monopeltis vanderysti de Witte, 1922
- Monopeltis zambezensis Gans & Broadley, 1974

## Етимологія
Наукова назва роду Monopeltis походить від сполучення слова дав.-гр. μονος — поодинокий і πελτη — малий щит без обрамлення (луска).